# Kuchařovice
Obec Kuchařovice (německy Kukrowitz) se nachází v okrese Znojmo v Jihomoravském kraji. Žije zde 898 obyvatel.

## Historie
První písemná zmínka o obci pochází z roku 1220. V letech 1980–1990 byla součástí Znojma. Od roku 1990 do roku 2018 byl starostou obce Lubomír Mlejnek. V komunálních volbách v roce 2018 už nekandidoval. Zastupitelstvo starostkou obce zvolilo dosavadní místostarostku Marcelu Mašejovou.

## Pamětihodnosti
- Kostel svatého Floriána
- Kaple Panny Marie Pomocné
- Socha svatého Jana Nepomuckého
- Sousoší Nejsvětější Trojice
- Krucifix na kraji vesnice

## Galerie

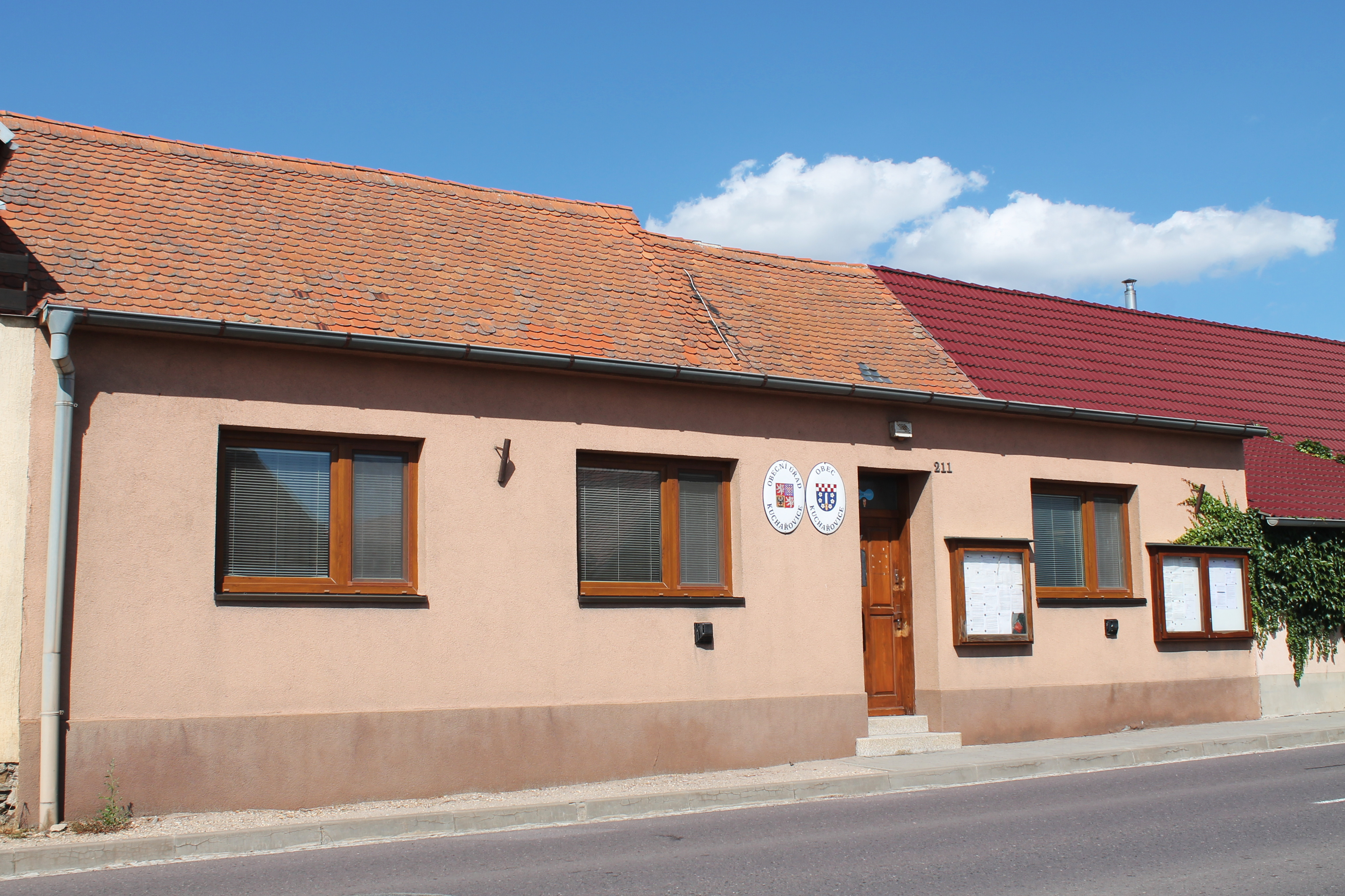
Obecní úřad
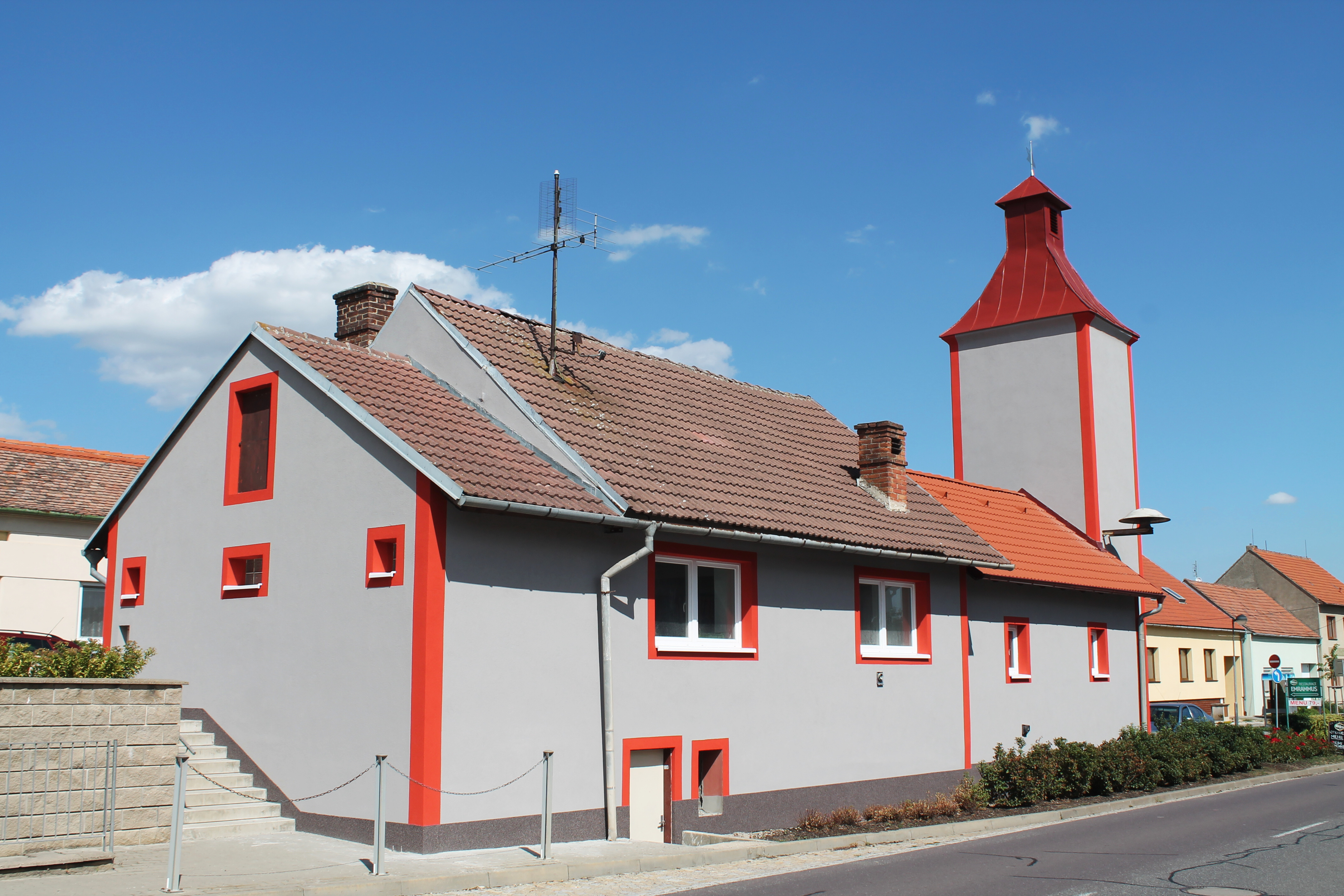
Hasičská zbrojnice
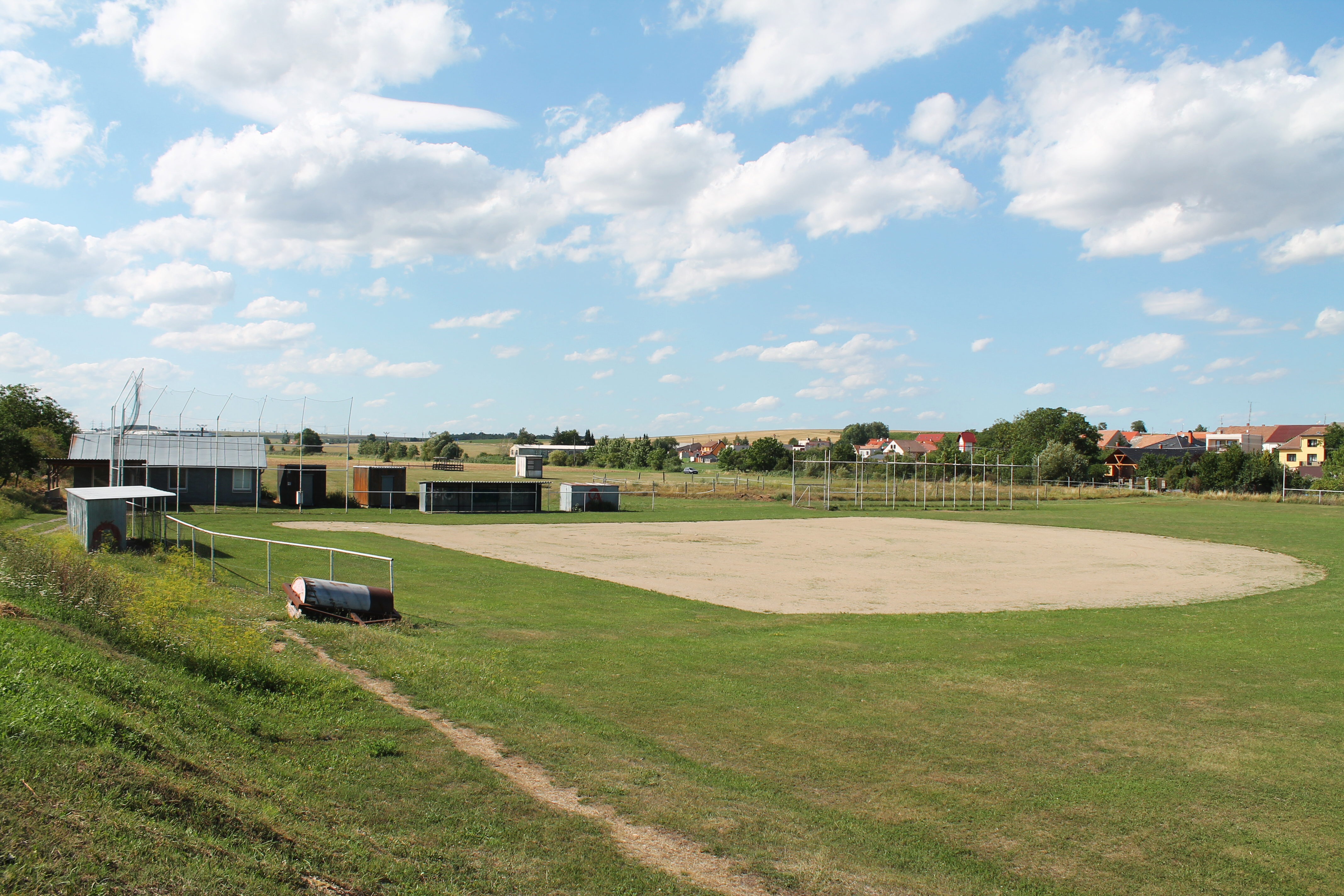
Baseballové hřiště
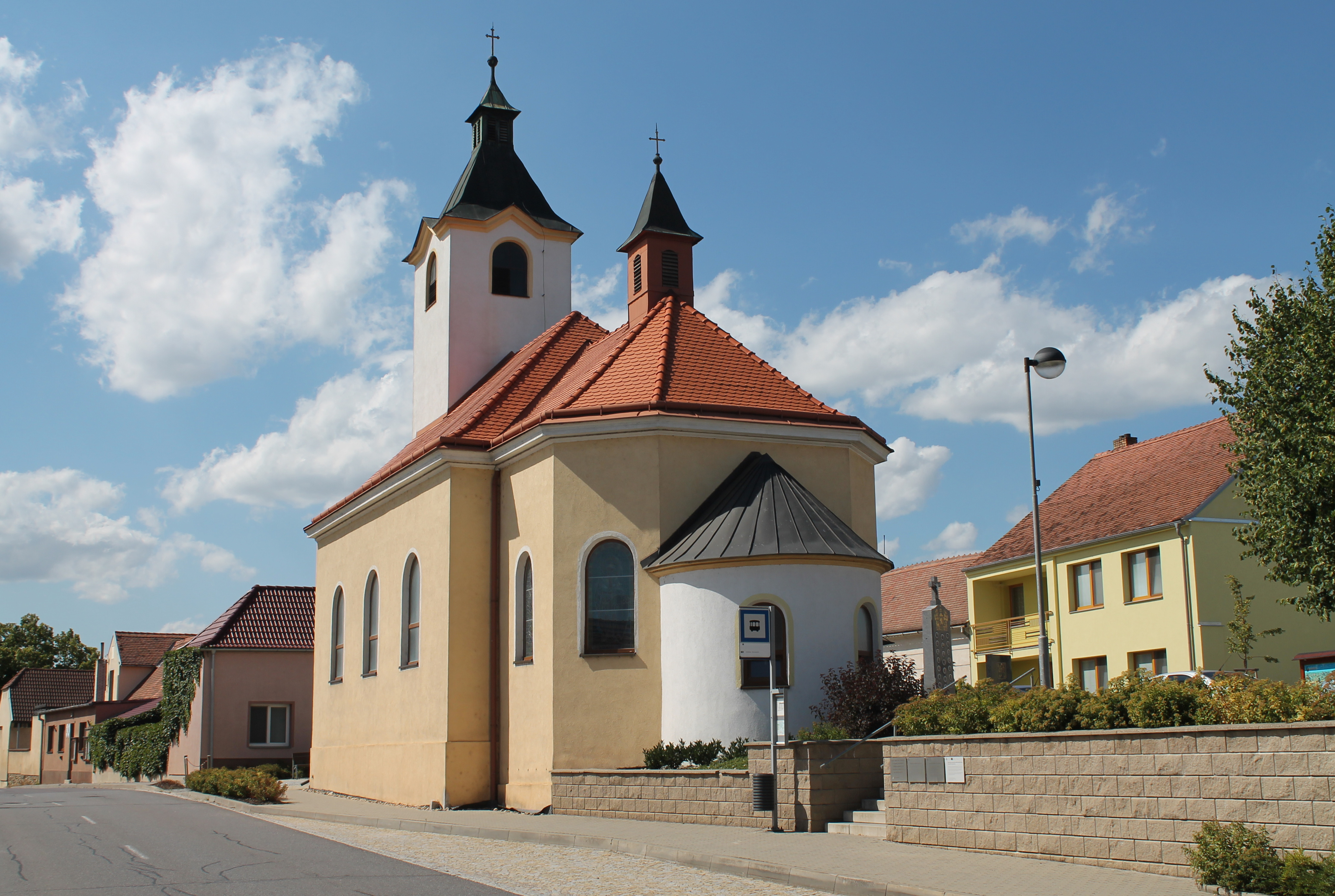
Kostel svatého Floriána
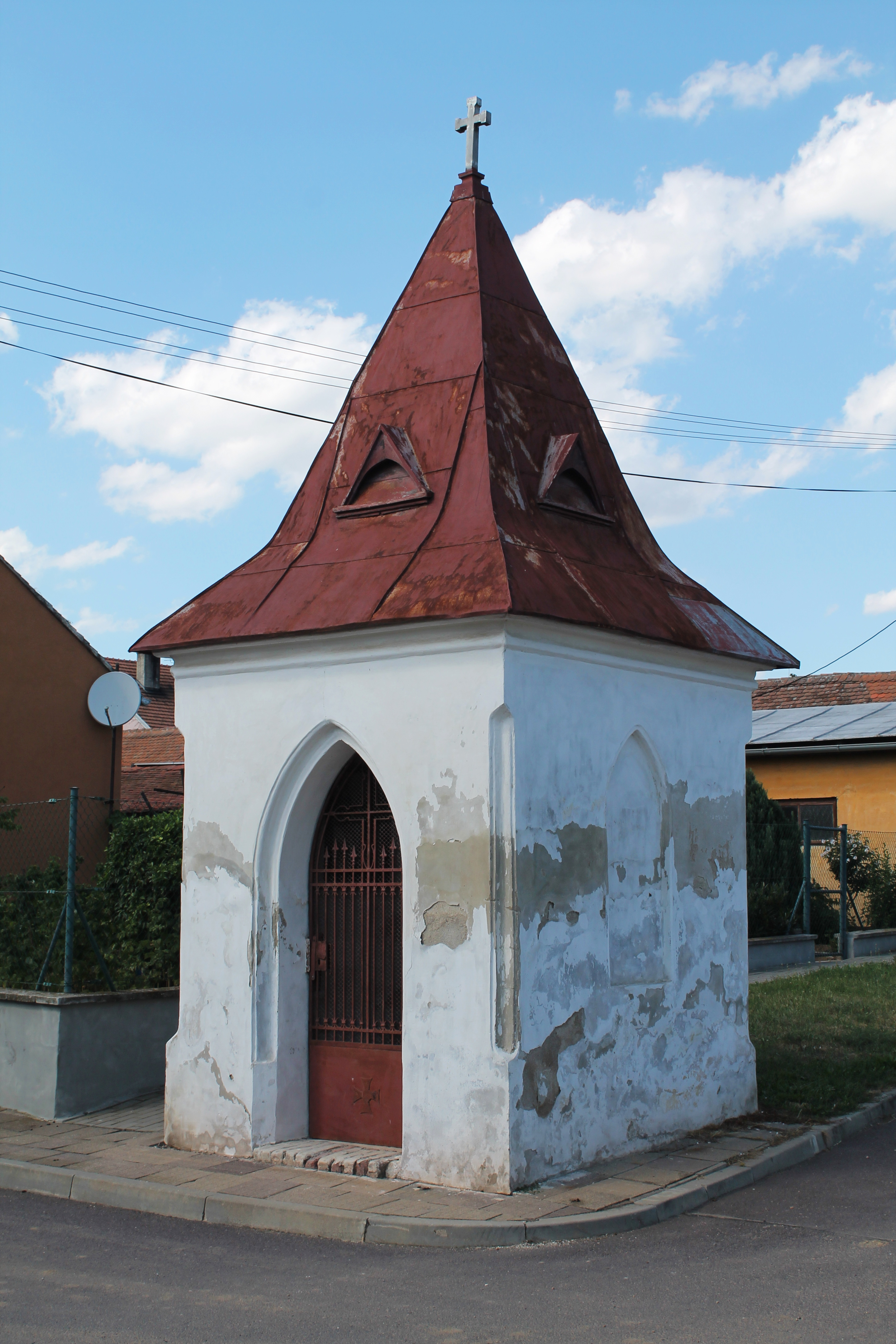
Kaple Panny Marie Pomocné
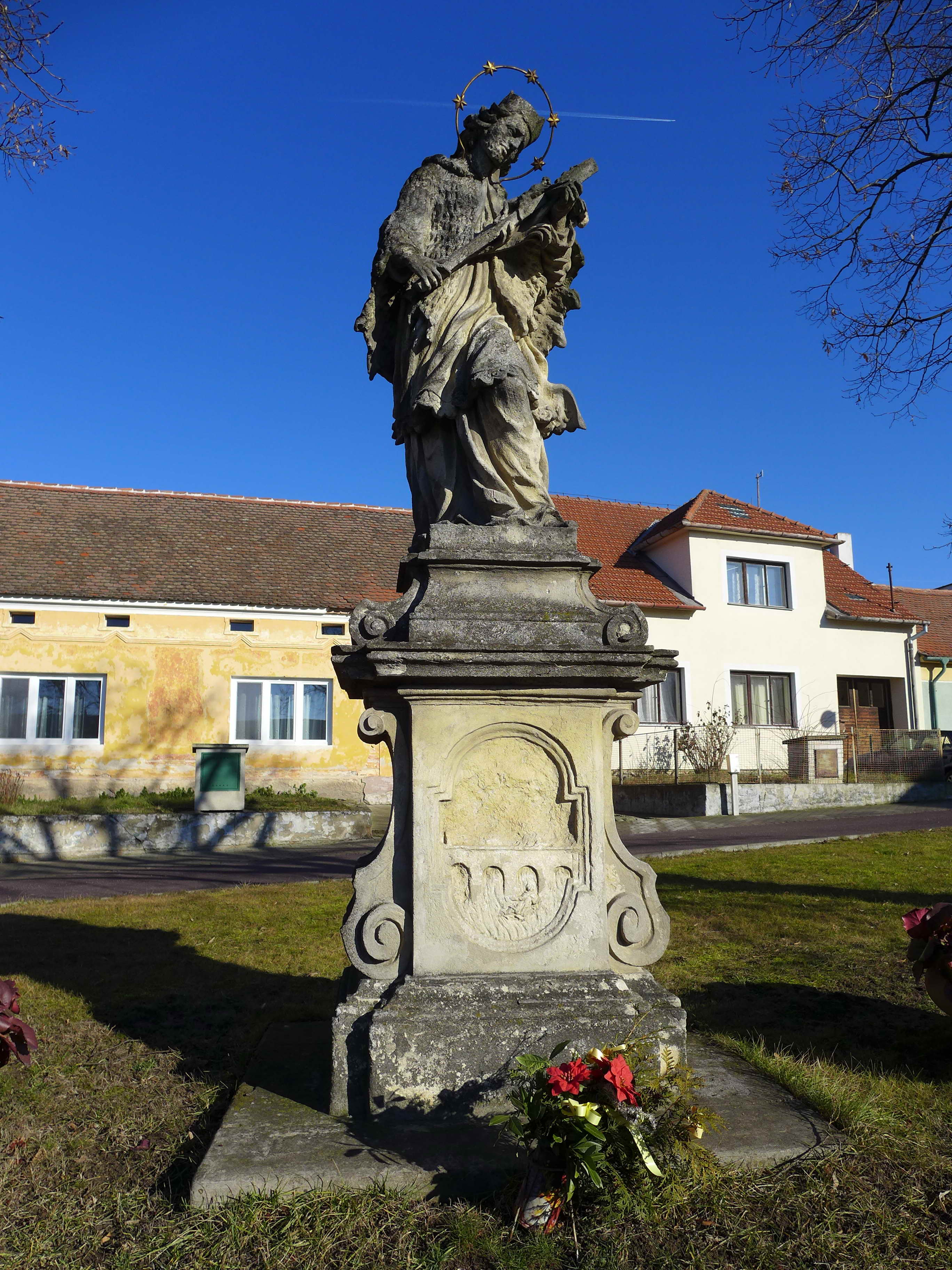
Socha svatého Jana Nepomuckého
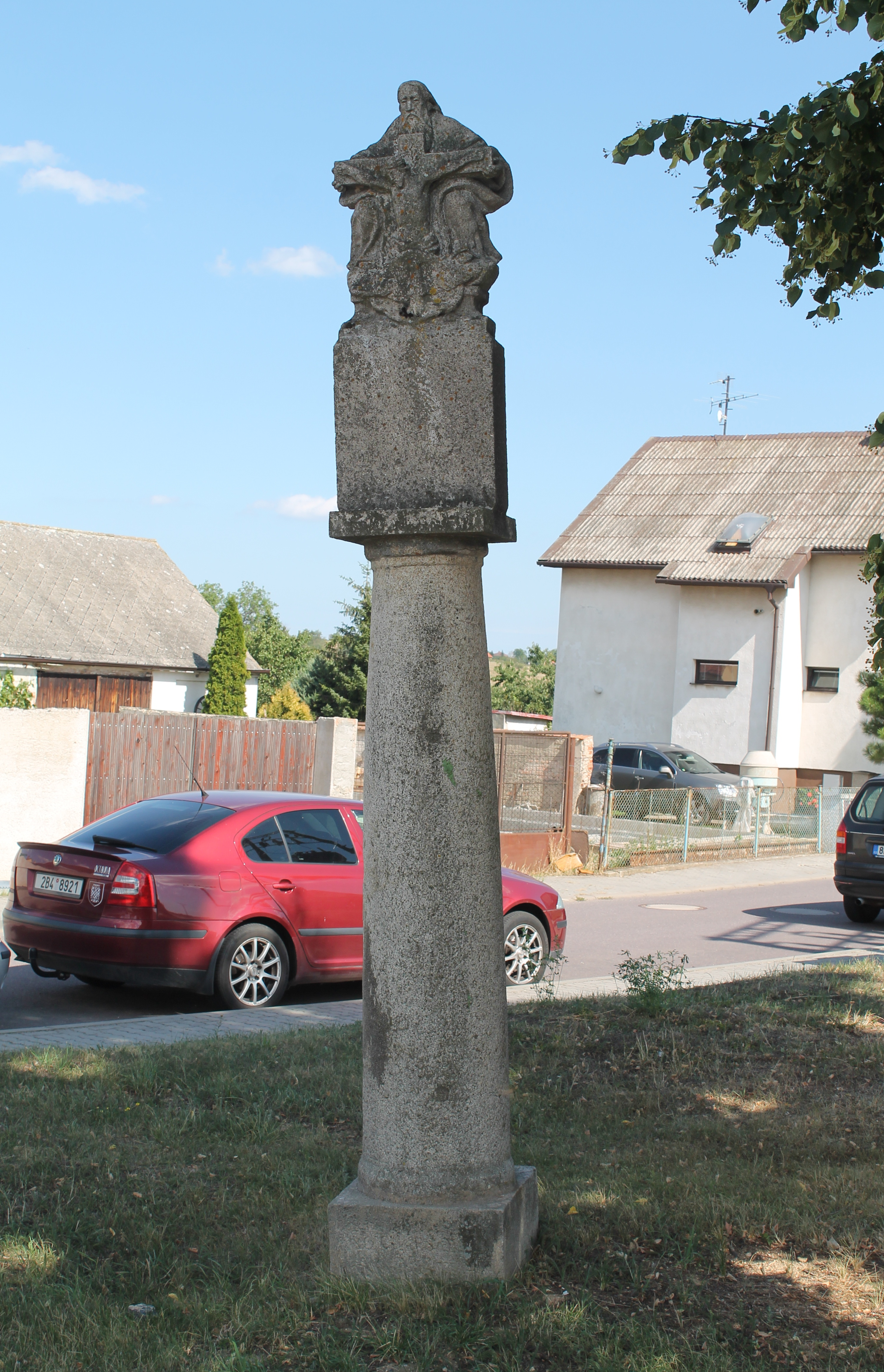
Sloup Nejsvětější Trojice
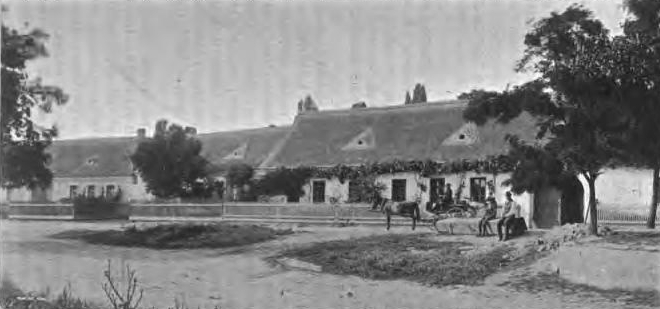
Kuchařovice na začátku 20. století